# Vienna Open 2023
Il Vienna Open 2023 è stato un torneo di tennis giocato sul cemento indoor. È stata la 49ª edizione del torneo e faceva parte dell'ATP Tour 500 nell'ambito dell'ATP Tour 2023. Gli incontri si sono giocati alla Wiener Stadthalle di Vienna, in Austria, dal 23 al 29 ottobre 2023.

## Partecipanti al singolare

### Teste di serie
| Nazionalità | Giocatore          | Ranking | Testa di serie* |
| ----------- | ------------------ | ------- | --------------- |
|             | Daniil Medvedev    | 3       | 1               |
| Italia      | Jannik Sinner      | 4       | 2               |
|             | Andrej Rublëv      | 5       | 3               |
| Grecia      | Stefanos Tsitsipas | 7       | 4               |
| Germania    | Alexander Zverev   | 9       | 5               |
| Stati Uniti | Tommy Paul         | 12      | 6               |
| Stati Uniti | Frances Tiafoe     | 14      | 7               |
|             | Karen Chačanov     | 15      | 8               |

* Ranking al 16 ottobre 2023.

#### Altri partecipanti
I seguenti giocatori hanno ricevuto una wildcard per il tabellone principale:
- Borna Gojo
- Sebastian Ofner
- Dominic Thiem

Il seguente giocatore è entrato in tabellone come special exempt:
- Aslan Karacev

Il seguente giocatore è entrato in tabellone con il ranking protetto:
- Gaël Monfils

I seguenti giocatori sono entrati nel tabellone principale passando dalle qualificazioni:

- Filip Misolic
- Alexandre Müller
- Tomáš Macháč
- Albert Ramos Viñolas

Il seguente giocatore è entrato in tabellone come lucky loser:
- Lorenzo Sonego

#### Ritiri
Prima del torneo
- Matteo Berrettini → sostituito da  Daniel Altmaier
- Pablo Carreño Busta → sostituito da  Aleksandar Vukic
- Borna Ćorić → sostituito da  Matteo Arnaldi
- Mackenzie McDonald → sostituito da  Lorenzo Sonego

## Partecipanti al doppio

### Teste di serie
| Nazione     | Giocatore       | Nazione     | Giocatore         | Ranking* | Testa di serie |
| ----------- | --------------- | ----------- | ----------------- | -------- | -------------- |
| Paesi Bassi | Wesley Koolhof  | Regno Unito | Neal Skupski      | 7        | 1              |
| Stati Uniti | Rajeev Ram      | Regno Unito | Joe Salisbury     | 15       | 2              |
| El Salvador | Marcelo Arévalo | Paesi Bassi | Jean-Julien Rojer | 33       | 3              |
| Belgio      | Sander Gillé    | Belgio      | Joran Vliegen     | 40       | 4              |

* Ranking al 16 ottobre 2023.

### Altri partecipanti
Le seguenti coppie di giocatori hanno ricevuto una wildcard per il tabellone principale:
- Sebastian Ofner /  Philipp Oswald
- Romain Arneodo /  Tristan-Samuel Weissborn

La seguente coppia di giocatori è passata dalle qualificazioni:
- Francisco Cabral /  Henry Patten

Le seguenti coppie di giocatori sono entrate in tabellone come lucky loser:
- Gonzalo Escobar /  Oleksandr Nedovjesov
- Neil Oberleitner /  Jurij Rodionov

### Ritiri
Prima del torneo
- Rohan Bopanna /  Matthew Ebden → sostituiti da  Sadio Doumbia /  Fabien Reboul
- Daniel Evans /  Ben Shelton → sostituiti da  Gonzalo Escobar /  Oleksandr Nedovjesov
- Mackenzie McDonald /  Marcelo Melo → sostituiti da  Neil Oberleitner /  Jurij Rodionov

## Punti
| Evento    | V   | F   | SF  | QF | 2T | 1T   | Q    | Q2   | Q1   |
| Singolare | 500 | 300 | 180 | 90 | 45 | 0    | 20   | 10   | 0    |
| Doppio    | 500 | 300 | 180 | 90 | 0  | N.D. | N.D. | N.D. | N.D. |

## Montepremi
| Evento    | V        | F        | SF       | QF      | 2T      | 1T      | Q2     | Q1     |
| Singolare | €450,650 | €242,480 | €129,225 | €66,025 | €35,245 | €18,795 | €9,635 | €5,405 |
| Doppio    | €148,020 | €78,950  | €39,940  | €19,970 | €10,340 | N.D.    | N.D.   | N.D.   |

*per team

## Campioni

### Singolare
Jannik Sinner ha sconfitto in finale  Daniil Medvedev con il punteggio di 7-6(7), 4-6, 6-3.
• È il decimo titolo in carriera per Sinner, il quarto in stagione.

### Doppio
Rajeev Ram /  Joe Salisbury hanno sconfitto in finale  Nathaniel Lammons /  Jackson Withrow con il punteggio di 6-4, 5-7, [12-10].